# センバブレ県

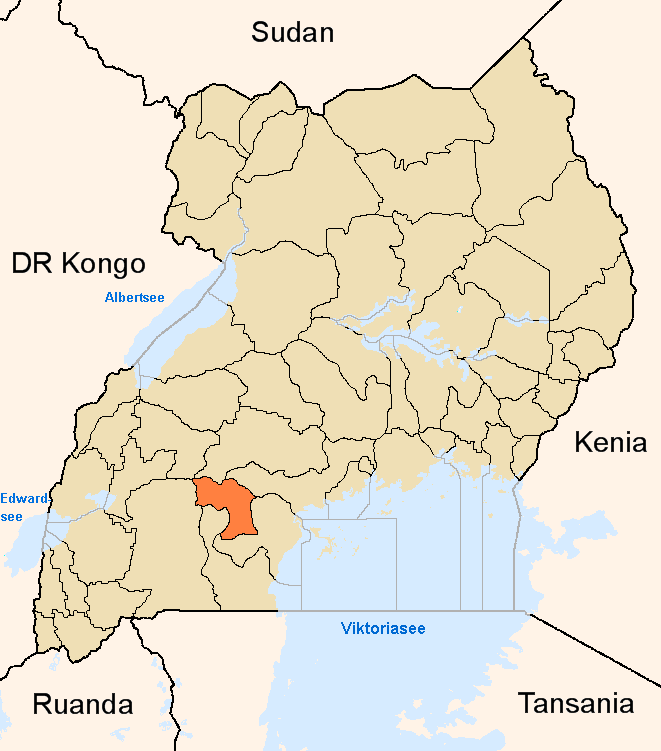
センバブレ県と2001年から2005年の県境

センバブレ県 (センバブレけん、Sembabule District) はウガンダ南西部、ブガンダ西部の県。ブドゥ地方の北西部に位置し、ントゥシのビゴ・ビャ・ムゲニはチュウェジ王朝の終末期の所在地であると信じられている。1997年7月にマサカ県から北西部が分割され設置された。面積は約2470.5km²で西にルウェミヤガ郡、東にマウォゴラ郡の2郡にルウェミヤガに2、マウォゴラにセンバブレTCを含め6の計8副郡に、35教区と402の村が置かれている。2002年の国勢調査人口は 180,045 人。知事に相当する第5地域議会 (LC5) 議長はセントンゴ・ハーマン。

## 隣接する県
北にムベンデ県、ムピジ県、南西にリャントンデ県、西にアンコーレ王国のキルフラ県、北西にトロ王国のキエンジョジョ県と接する。
- ムベンデ県
- ゴンバ県
- ブコマンシンビ県
- ルウェンゴ県
- リャントンデ県
- キルフラ県
- カゾ県